# 記得我
是一部於2010年上映的美國浪漫劇情電影。由艾倫·庫爾特所執導。本片是根據威爾·費特斯（Will Fetters）的劇本改編而成。由羅伯·派汀森、艾蜜莉·迪瑞文、克里斯·庫柏、蓮娜·歐琳及皮尔斯·布鲁斯南。

## 劇情
羅伯特·帕丁森在影片裡飾演了一個叫做泰勒的男孩，正處在叛逆年齡的他剛剛經歷了一場家庭的悲劇，他的哥哥自殺了，而他的父母也因此而相生抵牾。泰勒目前正處在極度對抗父親的年齡，無論是什麼事情，他都要和父親（皮爾斯·布魯斯南飾演）對著干。不僅如此，他還在行為上處處給自己招來麻煩：打架、在公共場合吸煙、毀壞公物。看起來泰勒是一個十足的壞小子。其實，他只是過度悲傷而已，他覺得不會有人能理解自己正在遭受的煎熬。正在這個時候，泰勒碰到了艾米莉· 德瑞文飾演的艾米麗。
艾米麗也有著不幸的過往，她的母親被無情地殺害了，而她則是目睹了整個過程的目擊證人。可是她沒有像泰勒那樣自暴自棄，而是以一種積極的態度面對人生。碰到她的時候，泰勒出於人生的最低谷，他覺得是上帝讓這個天使般的女孩降臨到自己的身邊的。順理成章地，兩顆年輕又孤寂的心走到了一起。泰勒似乎從艾米麗的身上找到了生命的目標和意義。
可是生活真如他們想像的那麼美好麼？這對相親相愛的年輕人能克服一切困難相愛到最後麼？

## 演員
- 羅伯·派汀森 飾演 泰勒霍金斯
- 艾蜜莉·迪瑞文 飾演 阿里格萊格
- 皮爾斯·布洛斯南 飾演 泰勒的父親，查理霍金斯
- 克里斯·庫柏 飾演 阿麗的父親，尼爾格萊格
- 蓮娜·歐琳（英语：Lena Olin） 飾演 泰勒的母親，戴安娜赫赤
- 露比·傑琳斯（英语：Ruby Jerins） 飾演 泰勒的妹妹，卡羅琳霍金斯
- 格雷格利·吉巴巴（英语：Gregory Jbara） 飾演 Les Hirsch
- 塔特·艾靈頓（英语：Tate Ellington） 飾演 Aidan Hall
- 瑪莎·普林頓 飾演 阿麗的媽媽
- 凱特·伯頓（英语：Kate Burton (actress)） 飾演 簡安
- 珮頓·利斯特 飾演 薩曼薩
- Chris McKinney 飾演 Leo

## 外部連結
- 官方网站
- 互联网电影数据库（IMDb）上《Remember Me》的资料（英文）
- AllMovie上《Remember Me》的资料（英文）
- 爛番茄上《Remember Me》的資料（英文）
- Box Office Mojo上《Remember Me》的資料（英文）